# الدوري السوفيتي الممتاز لكرة القدم 1988
الدوري السوفيتي الممتاز لكرة القدم 1988 هو الموسم 52 من الدوري السوفيتي الممتاز لكرة القدم. أقيم خلال الفترة 7 مارس 1988 وحتى 19 نوفمبر 1988، وأشرف على تنظيمه الاتحاد السوفيتي لكرة القدم، وكان عدد الأندية المشاركة فيه 16، وفاز فيه نادي دنيبرو دنيبروبتروفسك.